# Willem Herman Frederik Hendrik van Raders
jhr. Willem Herman Frederik Hendrik van Raders (Curaçao, 13 november 1827 – Den Haag, 23 december 1889) (een telg van de adellijke familie Van Raders) was een Nederlandse waterbouwkundige die vooral werkzaam was in Nederlands-Indië.

## Opleiding en eerste werkkring
Hij studeerde vanaf 1846 aan de koninklijke academie te Delft en haalde het diploma van burgerlijk ingenieur in 1850. Na twee jaar in technische betrekking in Suriname doorgebracht te hebben, solliciteerde hij voor de Nederlands-Indische waterstaat. In november 1852 kwam hij in dienst van de gouverneur-generaal en kwam in het begin van 1853 in Nederlands-Indië aan. Onmiddellijk na aankomst is hij benoemd tot aspirant-ingenieur en werd al in 1855 bevorderd tot ingenieur 3e klasse. Verder werd hij verantwoordelijk voor de 7e waterstaatsafdeling, die het hele Nederlandse deel van Borneo omvatte, wat zeer uitzonderlijk was voor zo'n jong iemand. Zijn eerste standplaats was Banjarmasin, later Pontianak. 

## Batavia
Op 21 Mei 1859 bevorderd tot ingenieur 2e klasse, werd hij te Batavia geplaatst en toegevoegd aan de chef der 1e waterstaatsafdeling. Qua positie lijkt dit een achteruitgang,  maar het werk in Batavia was veel belangrijker dan dat op Borneo. Gedurende zijn gehele verdere diensttijd woonde Van Raders in Batavia.

### Kustverlichting
In 1861 kwam hij te werken bij de aanleg van kust- en havenlichten in de Oost-Indische archipel. In 1863 werd hij bevorderd tot ingenieur 1e klasse, en kort daarna chef van de 1e waterstaatsafdeling te Batavia, terwijl hij tegelijk optrad als eerstaanwezend ingenieur daar en dus deze twee betrekkingen combineerde. Met behoud dezer betrekkingen werd hij in 1865 benoemd tot hoofdingenieur 2e klasse. Bij de reorganisatie van de waterstaat in 1866 werden de waterstaatsafdelingen afgeschaft, maar Van Raders bleef eerstaanwezend ingenieur in Batavia. In 1868 werd hij bevorderd tot hoofdingenieur 1e klasse en gedetacheerd bij het departement van publieke werken onder de inspecteur P.J.G. Beijerinck. Toen deze in januari 1870 met verlof naar Europa vertrok, werd Van Raders  in zijn plaats tot directeur van publieke werken benoemd. Hij nam deze betrekking waar tot hij in juni 1874 met verlof naar Europa ging. Eind 1875 werd hij op non-actief gesteld en in 1877 werd hij op zijn verzoek eervol uit de Rijksdienst ontslagen. 

### Havenvoorzieningen
Gedurende zijn hele diensttijd in Indië heeft Van Raders geen verlof naar Europa gehad. Door zijn langdurig verblijf in Batavia was hij heel goed op de hoogte van de toestanden en van de behoeften van handel en scheepvaart aldaar. De schepen lagen een maand of langer op de rede, enige kilometers in zee en de goederen moesten uit en in prauwen geladen worden, niet dieper dan 1,8 meter, dikwijls konden de prauwen dagenlang door de deining niet afmeren tegen de grote schepen. Al in 1832 had men de door Batavia stromende rivier Ciliwong, die als haven voor de prauwen en de vissersvaartuigen diende, bij De Uitkijk afgedamd en een nieuwe rivier westwaarts gegraven. De havendammen van de monding van de Ciliwong, die reeds uit de 18e eeuw waren, waren van 1857 tot 1859 verlengd. In 1862 bracht Lord Elgin, onderkoning van Brits Indië, een bezoek aan Batavia; de sloep, die hem van de rede naar de aanlegplaats moest vervoeren, bleef in de havenmond in de modder steken. Dit was mede de aanleiding om krachtige maatregelen tot verbetering te nemen. 

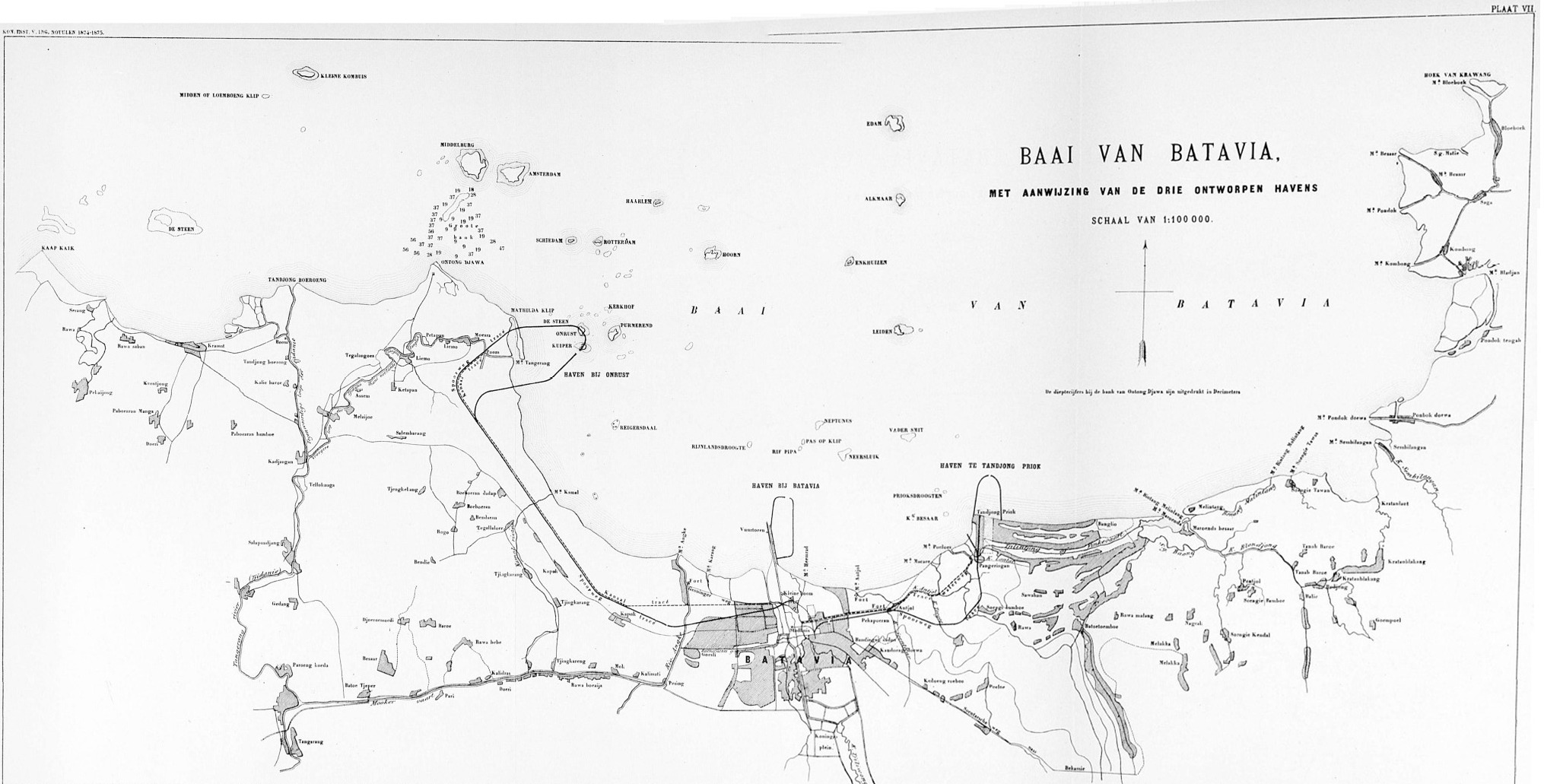
Kaart van de verschillende havenplannen voor Batavia 1870 -Links de eilandjes Onrust en Kuiper, rechts de haven van Tanjung Priok - De afstand van Onrust naar Tanjung Priok in ongeveer 16 km

### Baggerwerk
Al in 1860 was een stoombaggermolen in gedeelten uit Europa naar Batavia gestuurd, maar doordat men er slecht mee overweg kon en er telkens een kamwiel brak, kon er voor 1863 niet mee gewerkt worden. Onder Van Raders heeft met door deze molen, aangevuld door baggerwerk met de hand, de toegang wel kunnen verdiepen, waardoor schepen (prauwen) met een diepgang van 1 vadem (1,85 m) geregeld de haven konden binnenkomen. Verder werden onder zijn beheer de havenhoofden weer in goede staat gebracht, en werden aan weerszijden van de haven kademuren gebouwd, waardoor er voor kleine schepen een goede ligplaats ontstond en gelegenheid tot het laden en lossen daarvan ontstond. Al in 1864 had de minister van Koloniën, I.D. Fransen van de Putte, aan Pieter Caland  en D. Maarschalk  opgedragen om een rapport op te stellen hoe voor Batavia (en ook voor Semarang) een goede zeehaven te realiseren zou zijn. In hun rapport van februari 1865 stelden zij voor de twee bestaande havendammen te verlengen tot de dieptelijn van acht meter, en hun onderlinge afstand honderd meter te maken, dus belangrijk groter dan die van de bestaande dammen, een dam zou dus opgeruimd moeten worden.

### Tanjung Priok
He rapport werd ter advisering in handen van Van Raders gesteld en in maart 1867 was zijn reactie dat de voorgestelde havenuitbreiding geen goed idee was en dat de enige goede plaats voor een haven Tanjung Priok zou zijn, een enigszins uitstekende punt, negen kilometer ten oosten van Batavia. Door de agent van de Nederlandsch-Indische Stoomvaartmaatschappij (een Engelse onderneming), de heer A. Fraser, werd begin 1871 een plan gemaakt om een dek op schroefpalen aan te leggen aan de kust ten westen van het eilandje Onrust (Pulau Kapai).  

In 1871 gaf prins Hendrik in een nota aan dat naar aanleiding van het toen net geopende Suezkanaal (1869) dat verbetering van de havens bij Batavia hierdoor urgenter zouden worden. Ook stelde hij voor dat om de problemen door de hinderlijke golfslag op de rede van Batavia te verminderen door de aanleg van een golfbreker evenwijdig aan de kust. De regering vroeg de Kamer van Koophandel in Batavia om advies over deze nota van de prins. De Kamer stelde een commissie in, bestaande uit de oud-ingenieur van de waterstaat Charles Théodore Deeleman, Maarschalk, Kloppenburg, de havenmeester en twee belanghebbenden bij het prauwenveer, Deze commissie, en dus ook de Kamer van Koophandel, vond dat de beste oplossing een havenbassin vlak bij en oostelijk van den havenmond zou zijn.

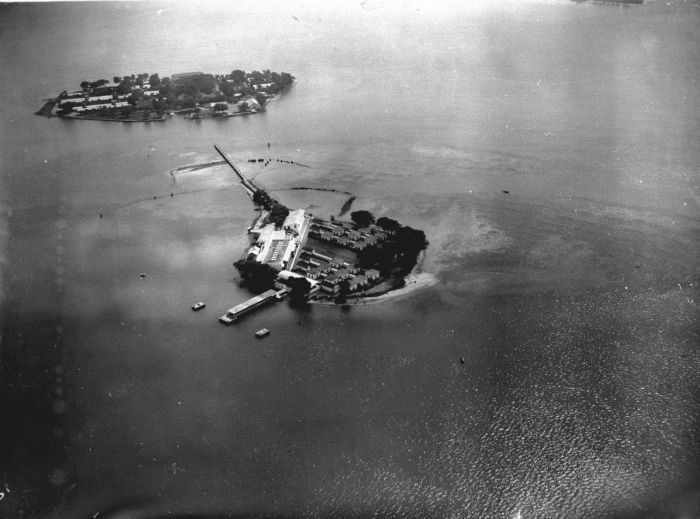
De quarantaine eilanden Kuyper en Onrust (rond 1925)

Verder  dienden W. Poolman en de oud-zeeofficier J. Groll, directeuren (in Nederland) van de Nederlands-Indische Spoorweg Maatschappij, eigenares van de lijn Batavia-Buitenzorg, door bemiddeling van Maarschalk en A. Oltmans, die beiden lid waren van het Indisch comité van die maatschappij, aan de Nederlands-Indische regering een ontwerp in om een dam aan te leggen tussen de eilandjes Kuiper (Pulau Cipir) en Onrust en een dam van Onrust naar de vaste wal van Java (2,5 km lang) en een spoorweg over deze dam en verder naar Batavia. Dit was een denkbeeld van J.A.A. Waldorp. Maarschalk, die het mede moest indienen, verklaarde het dadelijk voor onmogelijk. Het gevolg was hevige onenigheid, in het bijzonder tussen Groll en Maarschalk. Als gevolg hiervan nam Maarschalk ontslag bij de spoorwegmaatschappij.

### Kostenproblemen
In een rapport van november 1871 berekende Van Raders, dat de kosten van het ontwerp van de door de Kamer van Koophandel ingestelde commissie niet, zoals zij berekend had, 11 miljoen maar bijna 33 miljoen gulden zouden zijn. Ook wees hij er op, dat toen de havenhoofden van Batavia verlengd werden, de slibafzetting bijna gelijke tred hield met die verlenging van die dammen. De gouverneur-generaal James Loudon besloot 25 Apr. 1872, dat er een haven voor Batavia overeenkomstig de plannen der commissie aangelegd zou worden. De minister van Koloniën, Fransen van de Putte, voerde voor dit doel een miljoen gulden op op de staatsbegrooting voor 1873. In de vergadering der Tweede Kamer van 25 oktober 1872 bepleitte T.J. Stieltjes uitstel, daar de zaak zijns inziens niet voldoende onderzocht was, en het miljoen werd door de Kamer tot ƒ 50.000 verminderd, ten einde deze som voor onderzoekingen aan te wenden. Het gevolg hiervan was, dat Loudon in 1873 een commissie onder voorzitterschap van Van Raders instelde, met de opdracht, de meest geschikte plaats voor een zeehaven voor Batavia aan te wijzen. Deze commissie bestond uit 14 leden, waarvan 8 bekend waren als voorstanders van het plan van de KvK-commissie. Deeleman, die wellicht niet meer zoo met zijn eigen voorstellen ingenomen was, nam de benoeming niet aan, en de luitenant-kolonel der genie J.P. Ermeling bleef buiten stemming. Uit het verslag (15 juli 1874) bleek, dat de meerderheid, bestaande uit 7 leden (dat waren de leden die op de de op de een of andere wijze bij den handel betrokkenen, Maarschalk en twee zeeofficieren) bleven of werden voorstanders van een bassin nabij de bestaande haven. De minderheid (vier ingenieurs en de zee-officier Willem baron van Hogendorp) was voor de aanleg van een haven te Tanjung Priok. Het gevolg van deze verdeeldheid was, dat de stukken aan de minister van Koloniën Mr. W. baron van Goltstein gezonden werden op een definitief besluit te nemen.  

### Keuze voor Tanjung Priok
Deze vroeg daarover het advies van Caland, Waldorp en van de, chef der hydrografie A.R. Blommendal. Laatstgenoemde overleed begin 1875 en de beide anderen brachten in maart van 1875  hun rapport uit, waarin zij adviseerden de haven bij Tanjung Priok aan te leggen. Alhoewel die beiden eerder het andere voorstel gesteund hadden, waren ze dus door de argumenten van Van Raders van mening veranderd. Ramaer constateert achteraf dat de kosten van een haven bij de oude haven vele malen hoger geweest zouden zijn dan die bij Tanjung Priok. Intussen is het voor Van Raders een grote voldoening geweest, dat het plan, waarvoor hij jaren gestreden had, is uitgevoerd, al is het eerste denkbeeld daarvan waarschijnlijk te danken aan  Johan Adolf Krajenbrink.

## Terug in Nederland
In het najaar van 1874 kwam hij terug in Nederland en ging hij in Zutphen wonen. In 1882 werd hij directeur van de Nederlandsch-indische stoombootmaatschappij, in 1883 tevens directeur van de Java-spoorwegmaatschappij. Hij vestigde zich met het oog daarop te 's Gravenhage. De eerstgenoemde maatschappij, die de vaart onderhield tussen de verschillende havens in de Indische archipel, was in Engelse handen. Zij had met de regering een overeenkomst, die in 1891 afliep. Ten einde deze vaart in handen te geven van een geheel Nederlandse maatschappij werd met hulp der regering de Koninklijke Paketvaartmaatschappij in 1888 opgericht. Van Raders wendde zich ter behartiging van de belangen van zijn maatschappij tot de Tweede Kamer en vond steun bij het Kamerlid Mr. L.W.C. Keuchenius, maar hij had bij de Kamers geen succes.
Van Raders overleed voordat de overeenkomst met zijn stoomvaartmaatschappij was afgelopen.

## Privé
Hij was de tweede zoon van Reinier Frederik baron van Raders, generaal-majoor, gouverneur van Curaçao, later van Suriname, en  Elisabeth van der Meulen. Hij trouwde op 25 september 1861 in Buitenzorg met Jeanne Madeleine Prins, dochter van de vicepresident van de Raad van Nederlands-Indië. Het echtpaar kreeg (voor zover bekend) twee zonen en vijf dochters.